# Овиц (семья)
О́виц, О́вич (ивр. אוביץ‎, рум. Ovici, идиш אָוויטש‎) — семья еврейских музыкантов-карликов из Румынии, выживших в лагере Освенцим, где над ними проводил эксперименты доктор Менгеле.

## Происхождение
Семья Овиц (Ович) происходит из румынского села Розавля (рум. Rozavlea) уезда Марамуреш в Трансильвании. Отец, Шимшон (Самсон) Айзик Овиц (1868—1923), лилипут, был бадханом (увеселитель на свадьбах) и раввином. В роду у него лилипутов не было. Шимшон был дважды женат на женщинах нормального роста. Из десяти детей от двух его браков семеро были лилипутами, страдающими псевдоахондроплазией: от первого брака с Браной Фрухтер — две дочери-лилипутки Розика (1886—1984) и Франческа (1889—1980), от второго брака с Басей (Бертой) Хус — Аврам (1903—1972, лилипут), Фрейда (1905—1975, лилипутка), Сара (1907—1993, нормального роста), Мики (1909—1972, лилипут), Лея (1911—1987, нормального роста), Элизабет (1914—1992, лилипутка), Арье (1917—1944, нормального роста) и Перла (лилипут, 1921—2001). Когда Шимшон умер, Бася постаралась найти для детей профессию, чтобы они не зависели от других людей, и отдала их в обучение клезмерам, где они научились играть на скрипке, виолончели, гитаре, аккордеоне (все эти инструменты были уменьшенных размеров, подобно детским), цимбалах и ударной установке (обычных). Перед смертью Бася завещала детям оставаться вместе всю жизнь, что впоследствии их и спасло; лишь один брат, который расстался с ними, погиб.

## Концертная деятельность
Коллективы лилипутов в довоенной Европе пользовались успехом. В то время как большинство таких коллективов были цирковыми или комическими, Овицы в начале 1930-х годов стали выступать музыкальным коллективом, назвав его «Труппа лилипутов». Используя инструменты уменьшенных размеров, они играли в 30-х — 40-х годах в Румынии, Венгрии и Чехословакии, став звёздами эстрады. Родственники нормального роста вели для труппы различную работу вне сцены. Овицы пели на идише, венгерском, румынском, русском и немецком языках. Между гастролями они проживали с супругами все в одном доме, выполняя наказ матери не разлучаться: каждый раз, когда кто-то женился или выходил замуж, супруг начинал жить с ними, помогая труппе. Вышедшим замуж лилипуткам врачи запрещали рожать, но у одного из лилипутов родилась дочь без отклонений: генетическое заболевание Шимшона ей не передалось. У семьи был свой автомобиль, первый в округе. 
Когда в сентябре 1940 года северная Трансильвания отошла к Венгрии (союзнице нацистской Германии), на её территории вступили в действие новые расовые законы: евреям запрещалось выступать перед неевреями. Однако Овицам удалось получить документы, где не упоминалось их еврейское происхождение, и таким образом они продолжали давать концерты до 1944 года. При этом они по-прежнему соблюдали шаббат, при необходимости сказываясь больными, чтобы не проводить в этот день концерты.
В 1944 году Венгрию оккупировали немецкие войска; в то же время Овицам больше не удавалось скрывать своё еврейство, и они были вынуждены носить нагрудные жёлтые звёзды. 15 апреля немцы собрали их в числе других еврейских жителей в синагоге для дальнейшей транспортировки в лагерь. Там их увидел немецкий офицер, переселил их в квартиру и в последующие вечера заставил развлекать своих сослуживцев. Это продолжалось до 15 мая, когда все двенадцать членов семьи были отправлены в Освенцим. Один брат (нормального роста) убежал из окружения, но был схвачен и убит, а его жена, дочь и родители жены погибли в газовой камере в Освенциме.

## В Освенциме
Как правило, по прибытии в лагерь шансы выжить были лишь у узников, годных к принудительным работам. Однако Овицы уже на платформе привлекли внимание работников лагеря, когда Мики Овиц стал им раздавать рекламные открытки труппы. О них сообщили доктору Менгеле, который интересовался различными наследственными отклонениями. Он поселил Овицев отдельно от остальных узников и освободил от работ. Менгеле, в частности, заинтересовался фактом наличия в семье как карликов, так и людей с нормальным ростом. В процессе разделения к семье присоединилась семья Шломовиц (родители и 6 детей) и назвалась их родственниками (а сами Овицы их не выдавали), и Менгеле всех их перевёл в свой «человеческий виварий».
Для наблюдения над карликами Менгеле устроил в лагере специальный квартал, создал для них несколько лучшие санитарные условия и питание, чем для остальных узников (после того как увидел, что они слабеют от обычного лагерного питания), а также позволил им оставаться в своей одежде и не сбривать волосы. Членов семьи более высокого роста он заставил носить карликов на эксперименты.
Овицы, как и многие другие заключённые лагеря, подвергались различным экспериментам. Сотрудники Менгеле брали у них в большом количестве кровь на анализы, извлекали костный мозг, вырывали зубы и волосы в поисках признаков наследственных заболеваний, подвергали радиоактивному облучению, вводили бактерии, лили горячую и холодную воду им в уши и закапывали в глаза капли, ослепляющие их на полдня. Гинекологи обследовали замужних женщин и вводили им в матку обжигающую жидкость неизвестного химического состава. Худшим испытаниям подвергся 18-месячный Шимшон Овиц, потому что у него были родители нормального роста, а сам он был рождён преждевременно; Менгеле брал у него кровь из вен за ушами и из пальцев. Овицы также видели, как два новоприбывших карлика были убиты и сварены, чтобы выставить кости в музее. Однажды Менгеле приказал Овицам раздеться догола на сцене перед аудиторией, которой он читал лекцию о своих опытах. В другой раз он снял о них фильм для развлечения Гитлера. Овицы смешили Менгеле и пели немецкие песни по его заказу. По воспоминаниям Перлы, Менгеле называл их по именам семерых гномов из диснеевского мультфильма. По иронии судьбы, одна из заключённых Освенцима художница Дина Готтлиб, делавшая в том числе документальные зарисовки семи лилипутов, после войны вышла замуж за ведущего мультипликатора «Белоснежки» Арта Бэббита.
Когда Менгеле был переведён в другой лагерь и его эксперименты закончились, заключённых Освенцима стали уничтожать и переправлять в другие лагеря, Овицы ожидали, что и их уничтожат. 27 января 1945 года части Красной армии освободили Освенцим, и Овицы стали единственной семьёй, целиком выжившей в этом лагере.
Некоторое время Овицы содержались в советском лагере беженцев, затем были из него выпущены.

## После войны
Овицы семь месяцев добирались пешком до родного села. Найдя свой дом в Розавля разграбленным, они сперва перебрались в село Сигет, затем им удалось получить бельгийскую визу, и они поселились в Антверпене. Гастролировать в послевоенной Европе не представлялось возможным, и в мае 1949 года они переехали в Израиль, поселились в Хайфе и снова начали концертную деятельность, пользуясь успехом и собирая большие залы. При этом они сменили программу: вместо песен на иностранных языках играли одноактные пьесы из жизни местечка. В 1955 году они оставили сцену и приобрели два кинотеатра и кафе.
Потомки лилипутов-мужчин родились нормального роста. Первым умер один из братьев в 1972 году; старшая из сестёр, Розика, умерла в 1984 году в возрасте 98 лет, младшая, Перла, в 2001 году в 80 лет. Похоронены они тоже все вместе на одном семейном участке кладбища.